# Starborough Castle
Starborough Castle är ett slott i Storbritannien.   Det ligger i grevskapet Surrey och riksdelen England, i den södra delen av landet, 40 km söder om huvudstaden London. Starborough Castle ligger 52 meter över havet.
Terrängen runt Starborough Castle är platt. Runt Starborough Castle är det ganska tätbefolkat, med 248 invånare per kvadratkilometer. Närmaste större samhälle är Crawley, 17,0 km väster om Starborough Castle. Trakten runt Starborough Castle består till största delen av jordbruksmark.